# Окюл-Рош
О́кюл-Рош (рум. Ochiul Roș) — село в Новоаненском районе Молдавии. Является административным центром коммуны Окюл-Рош, включающей также село Пикус.

## География
Село расположено на высоте 76 метров над уровнем моря.

## Население
По данным переписи населения 2004 года, в селе Окюл Рош проживает 376 человек (180 мужчин, 196 женщин).
Этнический состав села:
| Национальность | Число жителей | Процентный состав |
| -------------- | ------------- | ----------------- |
| украинцы       | 210           | 55.85             |
| молдаване      | 118           | 31.38             |
| болгары        | 25            | 6.65              |
| русские        | 21            | 5.59              |
| гагаузы        | 1             | 0.27              |
| прочие         | 1             | 0.27              |
| Всего          | 376           | 100%              |